# Пурі Банай
Пурі Банай (народилася 11 жовтня 1940 року, в місті Ерак, Іран) — відома іранська акторка. Вона знімалась у більш ніж 85-тьох художніх фільмах, в період між 1965 і 1979 років. За роки її акторської діяльності ще до іранської революції, вона співпрацювала з такими режисерами, як Мехді Райфірус, Семюел Хачикян, Масуд Кіме, Фарох Гаффаров і Ферейдун Голех. Її найбільш відомі перформанси спостерігаються у «новій хвилі» іранських фільмів, таких як «Цезар» (продюсер — Масуд Кіме) в 1969 році, «Мандагора»(продюсер — Фередун Голі).
Вона також знімалась в деяких зарубіжних фільмах, наприклад, «РакетаХ: Аварійний стан нейтронної бомби», де режисером був Леслі Х. Мартінсон. Саме в цьому фільмі Банай знімалась разом з Пітером Грейвсом.  У фільмі «Місяць і рев» (1977), режисера Ферейдуна Голі, Пурі відзнялась разом із Джоном Айлендом та Міккі Руном. Жан Негулеско в своєму останньому фільмі «Непереможна шістка» (1970) вибрав Пурі Банай та Бехруза Восугі на роль пари. Японський режисер, Джунья Сато, обрав її для головної ролі в екранізації манги «Гольго 13» у 1973 році.

## Життя і кар'єра
Седіхех Банай народилася (перською мовою:صدیقه بنایی) в місті Ерак, Іран. Вона жила там протягом чотирьох років. Вона має шість сестер, Мері, яка живе в Персії, Акрам (AKI), Аші, Еші, Массумех і Назарін, які живуть в Каліфорнії і також у неї є один брат, Мохаммед, який також проживає в Каліфорнії.
Перший повнометражний фільм, у якому Банай брала участь був «Закордонна наречена», режисера Настратолаха Вахдата. Пурі ніколи не навчалась акторської майстерності на академічному рівні і Вахдат запропонував їй зніматись у своєму фільмі через те, що вона була його далекою родичкою.  У 1967 році вона відзнялась разом із Бехрузом Васугі, на той час дуже відомим іранським актором.  Вони дуже часто знімались разом у фільмах і в 1970 році вони також відзнялись в дуже відомому фільмі «Цезар», який вважають символом іранської нової хвилі. Пурі також співпрацювала з іншими суперзірками того часу, таких як, Мохаммед Алі Фардін, Насер Малек Моті, Манучехр Восух, Ірай Гадері, Алі Насіріан і Парвіз Сайяд.  